# Реабилитационный центр
Реабилитационный центр — организация, занимающаяся физическим, психологическим, социальным и нравственно-духовным восстановлением людей (реабилитантов), перенёсших инвалидизирующие болезни нервной системы, опорно-двигательного аппарата, органов чувств и так далее, а также имеющих психические и поведенческие расстройства.
Организации, в которых реализуется восстановительно-медицинская, психологическая, социально-психотерапевтическая помощь, можно разделить по профильному принципу:
- кардиореабилитационные центры;
- нейрореабилитационные центры;
- центры ортопедической реабилитации;
- реабилитационные центры для зависимых;
- военно-медицинские реабилитационные центры.

В реабилитационных центрах проводится комплекс медицинских, психологических, педагогических, профессиональных и юридических мер по восстановлению автономности, трудоспособности и здоровья инвалидов и лиц с ограниченными психическими способностями в результате перенесённых (реабилитация) или врождённых (абилитация) заболеваний, а также в результате травм.
Следует отметить, что термин реабилитация в восстановительной медицине описывает в большей мере физическое восстановление лиц с приобретенными заболеваниями; в наркологии под реабилитацией подразумевается проведение совокупности медицинских, психологических, педагогических, социально-психотерапевтических, правовых и социальных мер, направленных на восстановление не только физического, но и психического, социального и духовного здоровья, способности функционирования в обществе без употребления психоактивных веществ. Соответственно, реабилитационные центры для восстановления неврологических, ревматологических, трамватологических больных представляют собой медицинские, санаторно-курортные учреждения, тогда как реабилитационный центр для зависимых - это обычно загородный дом, в котором реабилитанты проходят длительную социо- и психотерапию.